# 초보 영웅 컵스
《초보 영웅 컵스》(영어: Kuffs)는 미국에서 제작된 브루스 A. 에번스 감독의 1992년 액션 범죄 코미디 영화이다. 크리스천 슬레이터, 밀라 요보비치 등이 출연하였고, 레널드 기디언 등이 제작에 참여하였다. 애슐리 저드의 첫 영화 출연작이다. 이 영화의 배경 및 촬영 장소는 1991년의 캘리포니아주 로스앤젤레스와 샌프란시스코이다.

## 줄거리
조지 커프스는 고등학교를 중퇴한 21세의 무책임한 청년으로, 여자친구 마이아가 임신 소식을 알리자마자 그녀를 떠나 버린다. 직장도 잃고 앞날이 깜깜한 조지는 형 브래드를 찾아가 돈을 빌려 달라고 하지만, 사설 샌프란시스코 순찰 특별 경찰국(SFPSP) 소속인 브래드는 돈을 빌려 주는 대신 자신 밑에서 일해 보라고 권한다.
조지가 고민하던 중 브래드가 총에 맞는 사건이 벌어진다. 조지는 손에 총을 쥔 범인 케인을 목격하고, 범인 식별 절차에서 케인을 범인으로 특정한다. 그러나 조지는 케인이 직접 총을 발사하는 순간은 보지 못했기 때문에 SFPSP는 할 수 없이 케인을 놓아 준다. 얼마 지나지 않아 브래드는 병원에서 숨지고, 조지는 브래드의 구역을 물려받는다.
지역 사업가 샘 존스는 이 구역을 사들이려 하지만, 조지는 이를 거절하고 경찰이 되려고 노력한다. 조니는 초반엔 서툴고 무례해 동료 경관들, 그리고 샌프란시스코 경찰국(SFPD) 소속 경관 테드와 충돌한다. 급기야 테드는 근무 중 조지가 몰래 커피에 수면제를 타는 바람에 정직 처분을 받는다. 그러나 조지는 사건에 진심으로 덤비면서 점차 인정을 받기 시작한다. 또한 조지는 자신의 아파트에 침입한 케인을 자기 방어로 죽이면서 브래드의 죽음에 복수한다. 그러나 샘 존스는 조지가 고졸이라 경찰 임용 자격 미달이라는 사실을 폭로하며 구역을 빼앗으려 한다.
조지는 여전히 정직 상태인 테드에게 도움을 청해 함께 존스와 대결한다. SFPSP 동료들도 나타나 힘을 보태고, 결국 조지는 존스를 죽이고 구역을 지킨다. 조지는 이후 마이아와 결혼해 딸 세라를 낳고, 고졸 검정고시에 합격해 정식 경찰 자격을 갖춘 뒤 브래드의 구역을 확장하기 위해 대출을 받는다.

## 출연진
- 크리스천 슬레이터 - 조지 커프스 경관 역
- 밀라 요보비치 - 마이아 칼턴 역: 조지의 여자친구.
- 토니 골드윈 - 테드 부카우스키 경관 역: SFPD 경찰관.
- 브루스 복스라이트너 - 브래드 커프스 경관 역
- 트로이 에번스 - 머리노 경감 역
- 조지 데라페냐 - 샘 존스 역: 지역 사업가.
- 리언 리피 - 케인 역: 브래드의 살인범.
- 메리 엘런 트레이너
- 조슈아 캐드먼
- 킴 로빌라드
- 아키 알리옹
- 헨리 G. 샌더스
- 루 레너드
- 애슐리 저드
- 알렉산드라 폴
- 스티브 박

## 기타 제작진
- 라인 제작: 멜 델러
- 미술: 빅토리아 폴, 아민 갠즈
- 의상: 메리 E. 보트